# 俄羅斯猶太人
約公元500年前，就有犹太人居住在俄罗斯。俄罗斯犹太人中最大的群体是德系犹太人。此外還有高加索犹太人、塞法迪犹太人、卡拉伊姆人。俄罗斯帝国曾经是世界上存在最多流散犹太人人口最多的国家。在俄罗斯帝国内的德系犹太人社区蓬勃发展，同时也面临着反犹太的歧视政策和迫害。現今俄罗斯境內的猶太人口在歐洲國家中依舊排名第一。

## 歷史
莫斯科大親王國內的猶太人最早可以追溯到1471年。卡捷琳娜二世统治期间，因瓜分波蘭吸納大量猶太人，犹太人被限制在俄罗斯境内的栅栏区。後來猶太人獲准離開栅栏区前往栅栏区以東地區居住。亚历山大三世時期反犹太政策變本加厲。从1880年代开始，帝國境內出現了一波又一波的反犹太大屠杀。1880年至1920年间，超过200万犹太人逃离俄罗斯，大部分逃往美国和現今的以色列。